# Carmen Jordá

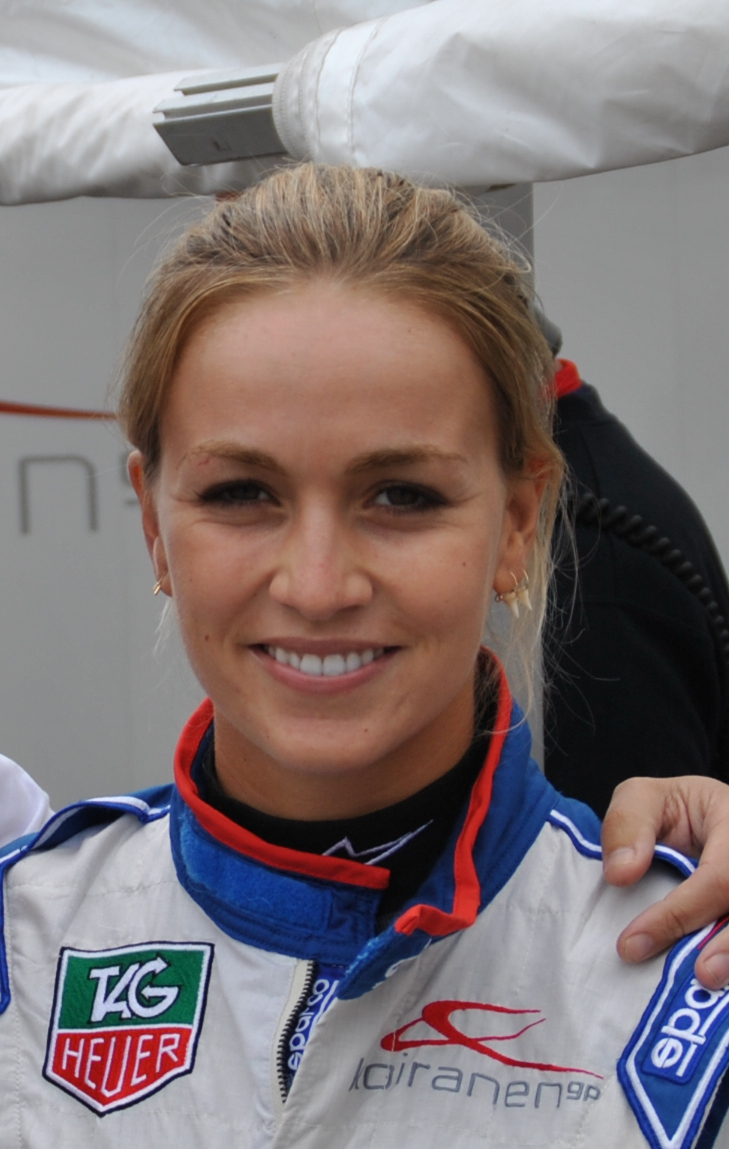
Carmen Jordá (2014)

Carmen Jordá (* 28. Mai 1988 in Alcoi) ist eine spanische Automobilrennfahrerin.

## Karriere

### Kart- und Formelsport
Carmen Jordá begann ihre Motorsportkarriere 1998 im Kartsport und fuhr dort bis 2003.
2005 stieg sie in den Formelsport ein und startete zwei Jahre in der Formel Master Junior. Ihr bestes Gesamtergebnis in der Rennserie erzielte sie 2005 mit dem siebten Rang.
Von 2006 bis 2009 trat sie in der Spanischen Formel-3-Meisterschaft bzw. ab 2009 in der Nachfolgeserie European F3 Open an. Im ersten Jahr nahm sie nur an zwei Rennen teil. Ab 2007 fuhr sie für Meycom Sport und später für Campos Racing jeweils die komplette Saison in der Serie. Ihre beste Gesamtplatzierung erreichte sie 2007 mit dem 20. Rang. Da sie mit älteren Fahrzeugmodellen startete, war sie auch für die Copa de España-Wertung zugelassen. Dort war 2007 der vierte Platz in der Gesamtwertung ihr bestes Ergebnis.
In der Saison 2010 wechselte Jordá in die nordamerikanische Firestone Indy Lights. Dort trat sie für das Team Andersen Racing mit einem Dallara IPS an fünf von dreizehn Rennen an und schloss diese mit dem 16. Platz ab.
Von 2012 bis 2014 startete sie in der GP3-Serie. Damit war sie zusammen mit Vicky Piria und Alice Powell eine der ersten Frauen, die in dieser Serie teilnahmen.
Im ersten Jahr fuhr sie für das Team Ocean Racing Technology, 2013 für Bamboo Engineering und in ihrer letzten GP3-Saison für Koiranen GP. In allen drei Meisterschaften war sie erfolglos und konnte keine Punkte einfahren. Ihre beste Gesamtplatzierung war 2012 der 28. Rang.
Jordá ging in den beiden Saisons 2012/13 und 2013/14 bei einigen Rennen der MRF Challenge Formula 2000 an den Start und wurde in ihrem letzten Jahr in der Serie 19. im Gesamtklassement.
2015 wurde sie Entwicklungsfahrerin beim Formel-1-Team Lotus F1 Team. Im folgenden Jahr 2016 blieb sie beim Nachfolgeteam von Lotus, dem Renault Sport F1 Team, in der gleichen Position.

### GT- und Prototypen-Motorsport
Parallel zur European F3 Open fuhr sie 2009 mit einem Lucchini LMP2/04 in drei Rennen der LMP2-Klasse der Le Mans Series.
2011 ging sie in der Pro-Am-Wertung der Lamborghini Super Trofeo an den Start und wurde 29. in der Gesamtwertung.
2016 startete sie mit einem Renault Sport R.S. 01 in der Renault Sport Trophy. Dort wurde sie 16. in der Endurance-Wertung und Neunte in der AM-Wertung.
Ihr soweit letztes Rennen fuhr sie 2018 mit einem Austin Metro 1.3HLS in der historischen Rennserie Gerry Marshall Trophy.

## Statistik

### Einzelergebnisse in der GP3-Serie
| Jahr | Team                    | 1   | 2   | 3   | 4   | 5   | 6   | 7   | 8   | 9   | 10  | 11  | 12  | 13  | 14  | 15  | 16  | 17  | 18  | Punkte | Rang |
| ---- | ----------------------- | --- | --- | --- | --- | --- | --- | --- | --- | --- | --- | --- | --- | --- | --- | --- | --- | --- | --- | ------ | ---- |
| 2012 | Ocean Racing Technology | ESP | ESP | MON | MON | ESP | ESP | GBR | GBR | GER | GER | HUN | HUN | BEL | BEL | ITA | ITA |     |     | 0      | 28.  |
| 2012 | Ocean Racing Technology | 20  | 21  | DNF | 21  | 13  | DNF | DNQ | DNQ | 20  | DNF | 24* | DNF | 26  | 23  | 21  | 19  |     |     | 0      | 28.  |
| 2013 | Bamboo Engineering      | ESP | ESP | ESP | ESP | GBR | GBR | GER | GER | HUN | HUN | BEL | BEL | ITA | ITA | UAE | UAE |     |     | 0      | 30.  |
| 2013 | Bamboo Engineering      | 22  | 18  | DNF | 21  | 23  | 19  | DSQ | 24  | 22  | 22  | 19  | 19  | 18  | 17  | DNF | 23  |     |     | 0      | 30.  |
| 2014 | Koiranen GP             | ESP | ESP | AUT | AUT | GBR | GBR | GER | GER | HUN | HUN | BEL | BEL | ITA | ITA | RUS | RUS | UAE | UAE | 0      | 29.  |
| 2014 | Koiranen GP             | DNF | DNF | 20  | 21  | 24  | 17  | DNF | 22  | 25  | 25  | 17  | DNF | 20  | 21  |     |     |     |     | 0      | 29.  |